# Corybas mankiensis
Corybas mankiensis är en orkidéart som beskrevs av Pieter van Royen. Corybas mankiensis ingår i släktet Corybas, och familjen orkidéer. Inga underarter finns listade i Catalogue of Life.